# Oldsmobile F-85
La F-85 è un'autovettura prodotta dalla Oldsmobile dal 1961 al 1972 in tre serie.

## Il contesto
La General Motors iniziò a sviluppare la sua prima vettura compact nel 1956, con la Chevrolet Corvair. L'anno seguente furono programmate per i marchi Buick, Oldsmobile e Pontiac una seconda serie di automobili un po' più larghe, che furono soprannominate senior compact, cioè “compact di alta gamma”. Esse condividevano lo stesso corpo vettura ed il medesimo motore di peso contenuto. Nel 1957 i designer della Oldsmobile iniziarono a lavorare sui modelli della propria Casa automobilistica, che furono in vendita dal 1961.
Nasceva quindi la prima serie della F-85, che era costruita sulla piattaforma A della General Motors di passo 2845 mm. La F-85 era quindi il modello più economico tra quelli offerti dalla Oldsmobile.
Nel 1964 subì un profondo restyling, e questa nuova forma fu la base per la Cutlass e per la 442, che originariamente erano sottoserie della F-85. La prima fu una sottoserie della F-85 dal 1961 al 1966, mentre la seconda dal 1964 al 1967. Diventarono poi un modello a parte (la Cutlass nel 1967 e la 442 nel 1968).
Nel 1962 fu lanciata la Jetfire, una versione hard-top con motore sovralimentato.

## La prima serie
La prima serie della F-85 possedeva una monoscocca che era comune con la Buick Special e la Pontiac Tempest, e fu montata sul pianale A della General Motors di passo 2845 mm. La F-85 era la più piccola e la più economica vettura Oldsmobile mai costruita fino allora. Infatti, era più corta di 60 cm e meno costosa di 451 dollari del precedente modello Oldsmobile che deteneva questo primato.
La F-85 possedeva sospensioni anteriori a quadrilateri; quelle posteriori invece erano formate da un assale rigido a quattro giunzioni. Entrambe montavano molle elicoidali.
Il motore standard era un nuovo V8 in alluminio che aveva una cilindrata di 3,5 L. L'alimentazione era fornita da un carburatore a doppio corpo. Il propulsore erogava una potenza massima di 155 CV ed una coppia di 284 N-m. Le opzioni per la trasmissione erano inizialmente un cambio manuale a tre rapporti, e la nuova trasmissione Roto Hydramatic, sempre a tre velocità. I freni erano a tamburo, ed avevano un diametro di 241 mm. La lunghezza della vettura fu inizialmente 4780 mm, mentre il peso era circa 1270 kg.
Nel suo primo anno di produzione (1961), la F-85 fu offerta in versione berlina quattro porte, berlina cinque porte e familiare quattro porte con cinque o sette posti. Tutte le versioni erano offerte con allestimento base o DeLuxe.
Come opzione era offerto un motore V8 simile a quello sopraccitato, ma con un carburatore a quadruplo corpo; erogava una potenza di 185 CV. Questo propulsore era però di serie per la F-85 Cutlass, ed era accoppiato ad una trasmissione manuale a quattro rapporti. Nel primo anno di produzione vennero assemblati 75.821 esemplari.
Il periodico specializzato Car Life provò una F-85 con motore standard e trasmissione automatica, registrando un'accelerazione da 0 a 96,6 km/h di 14,5 secondi ed una velocità massima di 160 km/h. I piloti giudicarono però lo sterzo troppo lento e le sospensioni eccessivamente morbide per una guida sportiva.
Le F-85 già in listino furono confermate per l'anno dopo, ed a settembre debuttò nella gamma anche una versione cabriolet, disponibile sia in versione standard che in versione Cutlass. Le vendite salirono a 97.382 esemplari, con la Cutlass che rappresentava, con la versione berlina quattro porte DeLuxe, il top della gamma F-85.
Nel 1962 fu lanciata la versione Jetfire, che era una Cutlass hard-top con motore sovralimentato da 3,5 L di cilindrata; questo propulsore erogava 215 CV di potenza e 407 N•m di coppia. Tale modello speciale, prima automobile  proposta con motore fornito di turbocompressore, veniva offerta pure con sedili singoli, una consolle ed un allestimento interno specifico. Sebbene molto più veloce della F-85 standard, la Jetfire fu criticata per avere le stesse sospensioni morbide delle altre F-85, per la mancanza di strumenti come il contagiri e per la scarsa qualità del cambio. Il periodico Car and Driver provò una Jetfire con trasmissione automatica ottenendo un'accelerazione da 0 a 97 km/h di 9,2 secondi ed una velocità massima di 176 km/h. Gli alti costi della Jetfire (quasi 300 dollari in più rispetto ad una Cutlass coupé) ed i problemi di affidabilità dei propulsori sovralimentati limitarono le vendite a 3.765. esemplari.
Un modesto restyling nel 1963 fece aumentare la lunghezza totale di circa 100 mm, facendo raggiungere il valore complessivo di 4882 mm. Per la Jetfire fu l'ultimo anno. Le vendite totali salirono a 121.639 esemplari, di cui 53.492 furono Cutlass.

## La seconda serie
Le deludenti vendite della F-85, insieme all'introduzione della mid-size Ford Fairlane, spinsero nel 1964 la General Motors ad ingrandire le proprie compact di alta gamma.
La F-85 fu quindi montata su un telaio convenzionale separato con elementi perimetrali. Il passo crebbe fino a 2921 mm e la lunghezza fino a 5156 mm; di conseguenza la vettura pesava 135,7 kg in più. Il motore standard fu il V6 da 3,7 L di cilindrata e 155 CV di potenza già montato su altri modelli Buick.
I corpi vettura dell'anno precedente furono confermati, e fu introdotta la nuova Vista Cruiser, una versione a passo allungato (3048 mm) della normale familiare che era caratterizzata anche dal tetto proteso all'indietro e dalle plafoniere colorate; debuttò il 4 febbraio 1964. La 442 fu invece introdotta nell'aprile 1964. Le versioni offerte erano coupé a due porte, berlina quattro porte, familiare a cinque porte con sei posti a sedere, coupé due porte, hardtop due porte e cabriolet due porte. Tutte erano disponibili con allestimento base o DeLuxe. Era disponibile un motore V8 Jetfire da 5,4 L e 210 CV. Le vendite salirono a 167.002 esemplari, senza contare le Vista Cruiser.
Nel 1965 un lieve restyling incrementò la lunghezza totale a 5189 mm. Fu introdotto come opzione un motore da 6,6 L di cilindrata, che si basava su un propulsore da 6,9 L appena presentato. Quest'ultimo era montato sulle Vetture Full-Size della Oldsmobile. Furono venduti 187.097 esemplari.
Nel 1966 il modello fu oggetto nuovamente di un leggero restyling. Il motore V6 Buick fu rimpiazzato da un propulsore marchiato Oldsmobile che derivava da un sei cilindri in linea da 4,1 L della Chevrolet.
Le maggiori novità che vennero introdotte nel 1967 furono i freni a disco opzionali e la trasmissione automatica Turbo-Hydramatic che affiancò la Jetaway. Una nuova versione fu la Turnpike Cruiser, che aveva montato un carburatore a doppio corpo ed un albero a camme moderatamente spinto su un motore da 6,6 L. Aveva anche una bassa riduzione finale per consentire un viaggio relativamente economico sulle autostrade. La Turnpike Cruiser utilizzava le sospensioni rinforzate della 442, ed era disponibile solo con il cambio Turbo-Hydramatic. In questo anno furono venduti 24.007 esemplari.

## La terza serie
La F-85, insieme agli altri modelli General Motors che utilizzavano il pianale A, fu oggetto di un restyling radicale nel 1968. Le Oldsmobile furono ridisegnate da Stan Wilen. I modelli a due e quattro porte erano ora montati su due nuovi differenti telai che avevano passi diversi: 2845 mm per le vetture a due porte e 2946 mm per quelle a quattro porte. Apparentemente, questa diversità fu predisposta per permettere una maggiore differenziazione tra i due tipi di vettura, sebbene era noto che il precedente telaio di passo di 2921 mm aveva creato problemi di saltellamento in autostrada dovuti al fenomeno delle frequenze di risonanza. La lunghezza complessiva ed il peso diminuirono, rispettivamente, di 66 mm e 34 kg. Le F-85 due porte e le Cutlass adottarono un tettuccio semi fastback con un'imponente parte posteriore.
La gamma offerta dalla Oldsmobile nel 1968 era formata dalla più economica F-85, dalla media Cutlass, dalla Cutlass Supreme, che rappresentava il modello di fascia alta, oltre che dalla sportiva 442, dalla 88, dalla 98, dalla Toronado e dalla Vista Cruiser. Fu anche commercializzata una versione limitata denominata Hurst/Olds; era sostanzialmente una 442 speciale, frutto della collaborazione tra la Oldsmobile e la Hurst Performance. La Hurst/Olds combinava le sospensioni della 442 con un motore V8 da 7,4 L che non era disponibile comunemente perché la General Motors limitava la cilindrata dei propulsori intermedi a 6,6 L. In questo anno furono venduti 15.309 esemplari.
Nel 1969 la F-85 fu oggetto di cambiamenti minori, come ad esempio una nuova calandra e nuovi fanali posteriori verticali. Vennero installati di serie, grazie ad un obbligo imposto dalla legge, i poggiatesta. Il blocchetto dell'accensione ora era stato spostato dalla consolle degli strumenti al piantone dello sterzo. L'unica versione che fu prodotta fu la coupé, di cui furono venduti 8440 esemplari, che crebbero a 11.110 l'anno seguente.
Il 1972 fu l'ultimo anno di produzione della F-85, durante il quale furono costruiti 3.792 esemplari. Fu sostituita dalla Omega, che prese il posto del modello alla base della gamma offerta dalla Oldsmobile.
La Cutlass fu ridisegnata nel 1973 sul nuovo pianale A General Motors denominato Colonnade. La gamma offerta dalla Oldsmobile ora comprendeva la Cutlass, la Cutlass S, la Cutlass Supreme, la Custom Cruiser, la Cutlass Salon, la 88, la 98, la Omega, la Toronado e la Vista Cruiser, oltre al pacchetto estetico in stile 442 della Cutlass S coupé, basato sempre sul telaio Colonnade.